# El elefante desaparecido
El elefante desaparecido es una película peruana dirigida por Javier Fuentes-León y estrenada en el 2014.

## Sinopsis
Es la historia de un escritor de novela negra, Edo Celeste (Salvador del Solar), cuya novia Celia Espinoza (Vanessa Saba) desapareció en Paracas el 15 de agosto de 2007, el mismo día del devastador terremoto en Ica, en el sur del Perú. 
Cinco años después, mientras trata de escribir el último capítulo del libro que cerrará la saga de su popular personaje (el detective Felipe Aranda), Edo Celeste recibe un sobre de una misteriosa mujer (Angie Cepeda). Ese sobre contiene fotografías que el esposo de la mujer, Rafael Pineda, supuestamente muerto años atrás, dejó para ser remitido a Edo. 
El asunto toma ribetes de intriga cuando Edo se entera de que Pineda falleció el mismo día de la desaparición de Celia, al desbarrancarse en el mar de Miraflores mientras manejaba su auto, aunque su cuerpo nunca fue encontrado. 
En el transcurso de la historia, Edo recibe más sobres con fotos, las cuales forman un rompecabezas que lo incitan a realizar la búsqueda de su novia, cayendo en un juego muy peligroso. 
Sucesivamente aparecen una serie de personajes, que enredan más la historia: el fotógrafo Sandro Ferrer (Andrés Parra) que hace una exposición fotográfica basada en episodios recreados de las novelas de Celeste; el modelo de dichas fotos, Rafael Pineda (Lucho Cáceres), que se toma muy realistamente su papel de Felipe Aranda y asume pronto un perfil de villano; la fiscal Sánchez (Tatiana Astengo), convencida de que Edo tuvo algo que ver con la desaparición de su novia.
El título de la película alude a una formación rocosa con apariencia de elefante, que se hallaba situada en el mar frente a Paracas y que desapareció durante el terremoto del 2007. Asimismo, la frase “El elefante desaparecido” es un anagrama de los nombres de Rafael Pineda (este a su vez anagrama de "Felipe Aranda") - Edo Celeste.

## Reparto
- Salvador del Solar, como el escritor Edo Celeste.
- Angie Cepeda, como Mara de Barclay.
- Andrés Parra, como el fotógrafo Sandro Ferrer.
- Vanessa Saba, como Celia Espinoza.
- Lucho Cáceres, como Rafael Pineda / Felipe Aranda.
- Tatiana Astengo, como la fiscal Elena Sánchez.
- Magdyel Ugaz, como Betsy Martínez.
- Carlos Carlín, como Tony.
- Toño Vega, como Sammy.